# Navigation mesh
Una navigation mesh, o navmesh, (tradotto dall'inglese testualmente maglia di navigazione) è una struttura dati astratta usata nel campo dell'intelligenza artificiale che può essere applicata ad una qualsiasi mesh al fine di produrre attraverso un algoritmo di ricerca un particolare tipo di comportamento motorio all'interno di spazi notoriamente vasti.
La funzione della navmesh è quella di consentire al soggetto in questione di muoversi in relazione al contesto fisico che lo circonda, evitando collisioni e cercando di trovare quindi il percorso più semplice e realistico possibile in termini di scelte.
Uno degli utilizzi oggi più comuni della navigation mesh riguarda i videogiochi, i quali necessitano descrizioni realistiche circa i movimenti ed i percorsi di un qualsiasi personaggio umanoide, si pensi ad esempio alle pattuglie militari alla guardia di un castello.
Il metodo di rappresentazione più diffuso, durante il processo di compilazione dei livelli, è attraverso la partizione binaria dello spazio.